# Continuity of Care Document
Continuity of Care Document, полное название — «НL7 CDA Release 2 — Continuity of Care Document (CCD)» стандарт медицинских документов, основанный на HL7 CDA R2 («ISO/HL7 27932:2009 Data Exchange Standards — HL7 Clinical Document Architecture, Release 2»), который предназначен для сбора данных о состоянии здоровья пациента в одном документе. В документе стандарта CCD содержатся разделы в CDA формате: персональные данные пациента, информация о медицинском страховании, диагнозы и перечень заболеваний, назначенные лекарственные средства, аллергии и план лечения. Содержимое документа представляет собой данные о здоровье пациента на определённый момент времени.

## Перевод
- Стандарт документов о преемственной (непрерывной) медицинской помощи
- Стандарт преемственности медицинских документов